# Утиные истории: Заветная лампа
«Утиные истории: Заветная лампа» (англ. DuckTales the Movie: Treasure of the Lost Lamp, дословный перевод названия — «Фильм Утиных историй: Сокровище потерянной лампы») — полнометражный мультфильм, выпущенный в 1990 году компанией Walt Disney по мотивам сериала «Утиные истории».

## Сюжет
Скрудж МакДак, Билли, Вилли и Дилли, Понка и Зигзаг МакКряк разыскивают сокровища Колли-Бабы и его сорока разбойников. Они находят волшебную лампу и джинна, который может исполнить по 3 желания.

## Роли озвучивали
- Алан Янг — Скрудж МакДак
- Кристофер Ллойд — Мерлок
- Расси Тейлор — Билли, Вилли и Дилли / Поночка
- Теренс Макговерн — Зигзаг МакКряк
- Рип Тейлор — джинн
- Ричард Либертини — Дижон
- Джоан Гербер — миссис Клювдия
- Чак Маккан — Дакворт
- Джун Форей — миссис Фэзерби
- Джефф Песцетто — исполнение главной темы «Утиных историй»